# Избори за председника Републике Македоније 2009.
Избори за председника Северне Македоније 2009. који су одржани на 22. март и 5. април 2009. године. За председника је изабран Ђорге Иванов.